# Доракис, Николаос
Нико́лаос Дора́кис (греч. Νικόλαος Ντοράκης) — греческий стрелок, бронзовый призёр летних Олимпийских игр 1896.
Доракис участвовал только в соревновании по стрельбе из армейского пистолета на 25 м. С результатом 205 очков, он занял третье место, выиграв бронзовую медаль.